# Sopwith Aviation Company

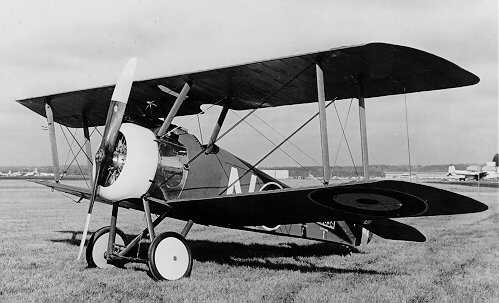
Sopwith F.1 Camel, nejznámější typ letounu vyráběný firmou Sopwith Aviation Company

Sopwith Aviation Company byla britská společnost zabývající se vývojem a výrobou letadel, především pro jednotky RFC, RNAS a později pro RAF v 1. světové válce. Letadla z této továrny byly během války nasazeny také u spojenců Velké Británie, především u jednotek Francie, Belgie a USA.
Společnost založil Thomas Octave Murdoch Sopwith (přezdívaný 'Tommy', později Sir Thomas) v Kingstonu v červnu roku 1912. První továrna společnosti byla otevřena v prosinci v prostorách nepoužívaného zimního kluziště. Během 1. světové války firma vyrobila přes 16 000 letadel a zaměstnávala 5 000 lidí. Více letadel však bylo vyrobeno subdodavateli než mateřskou továrnou. Mezi tyto subdodavatele patřily firmy Fairey, Clayton & Shuttleworth, William Beardmore and Company a Ruston Proctor. Sopwith Aviation Company byla uzavřena v roce 1920 po neúspěšné restrukturalizaci firmy na civilní výrobu po ukončení války.

## Seznam vyráběných typů letadel
- Sopwith 1½ Strutter
- Sopwith 2B.2 Rhino
- Sopwith 3F.2 Hippo
- Sopwith 5F.1 Dolphin
- Sopwith 7F.1 Snipe
- Sopwith 8F.1 Snail
- Sopwith 1913 Circuit Seaplane
- Sopwith 1914 Circuit Seaplane
- Sopwith A.T.
- Sopwith Admiralty Type 137
- Sopwith Admiralty Type 806
- Sopwith Admiralty Type 807
- Sopwith Admiralty Type 860
- Sopwith Antelope
- Sopwith Atlantic
- Sopwith B.1
- Sopwith B.2
- Sopwith Baby
- Sopwith Bat Boat
- Sopwith Bee
- Sopwith Bomber
- Sopwith Buffalo
- Sopwith Bulldog
- Sopwith 2F.1 Camel
- Sopwith F.1/1 Camel
- Sopwith F.1 Camel
- Sopwith T.F.1 Camel
- Sopwith Cobham
- Sopwith Cuckoo
- Sopwith D.1 Three-Seat Tractor Biplane
- Sopwith Dove
- Sopwith Dragon
- Sopwith Gnu
- Sopwith Gordon Bennett Racer
- Sopwith Grasshopper
- Sopwith Greek Seaplane
- Sopwith Gunbus
- Sopwith Hybrid Biplane
- Sopwith L.R.T.Tr.
- Sopwith Pup
- Sopwith Rainbow
- Sopwith Schneider
- Sopwith Scooter
- Sopwith SL.T.B.P.
- Sopwith Snapper
- Sopwith Snark
- Sopwith Sociable
- Sopwith Sparrow
- Sopwith Spinning Jenny
- Sopwith Swallow
- Sopwith Tabloid
- Sopwith TF.2 Salamander
- Sopwith Torpedo Seaplane
- Sopwith Tractor Biplane
- Sopwith Tractor Seaplane
- Sopwith Triplane
- Sopwith Triplane (Hispano Suiza)
- Sopwith Type C Seaplane
- Sopwith Wallaby